# Pedro Rocha
Pedro Rocha (Salto, 1942. december 3. – São Paulo, Brazília, 2013. december 2.) válogatott uruguayi labdarúgó, csatár.

## Pályafutása

### Klubcsapatban
1959 és 1970 között a Peñarol játékosa volt. Hét bajnoki címet szerzett a csapattal.  Tagja volt az 1960-as, 1961-es, 1966-os Libertadores-kupa és az 1961-es, 1966-os Interkontinentális kupa győztes csapatnak. Háromszoros bajnoki gólkirály volt. 1970 és 1977 között a brazil São Paulo FC csapatában játszott. 1972-ben brazil bajnoki gólkirály, 1977-ben tagja a bajnokcsapatnak. 1978-ban a brazil Coritiba, 1979-ben a Palmeiras és a Bangu AC játékosa volt. 1979–80-ban a mexikói Deportivo Neza együttesében szerepelt.

### A válogatottban
1961 és 1974 között 52 alkalommal szerepelt az uruguayi válogatottban és 17 gólt szerzett. Négy világbajnokságon vett részt 1962 és 1974 között.

### Edzőként
1997-ben a japán Kyoto Purple Sanga edzője volt.

## Sikerei, díjai
Uruguay
- Copa América
  - győztes: 1967, Uruguay
- Világbajnokság
  - 4. helyezett: 1970, Mexikó

 Peñarol
- Uruguayi bajnokság
  - bajnok: 1960, 1961, 1962, 1964, 1965, 1967, 1968
  - gólkirály: 1963, 1965, 1968
- Libertadores-kupa
  - győztes: 1960, 1961, 1966
- Interkontinentális kupa
  - győztes: 1961, 1966

 São Paulo FC
- Brazil bajnokság
  - bajnok: 1977
  - gólkirály: 1972